# Basil Brown
Basil John Wait Brown est un astronome et archéologue autodidacte britannique né le 22 janvier 1888 à Bucklesham, dans le Suffolk, et mort le 12 mars 1977 à Rickinghall, dans le même comté.
Il est surtout connu pour avoir dirigé la première campagne de fouilles professionnelles du site de Sutton Hoo en 1938-1939, durant laquelle il a découvert le bateau-tombe inviolé du tumulus no 1.

## Biographie

### Enfance et mariage
Basil Brown est le seul enfant de George Brown (1863-1932), journalier et charron itinérant, et de Charlotte Wait (vers 1854-1931). Son père est natif du Suffolk, tandis que sa mère est originaire de Great Barrington, dans le Gloucestershire. Quelques mois après sa naissance, son père s'établit à Rickinghall comme métayer de la ferme de Church Farm. Basil commence à s'intéresser à l'astronomie dès l'âge de cinq ans. Il quitte l'école du village à douze ans pour aider ses parents dans les champs, mais il continue à s'instruire en autodidacte dans les domaines de l'astronomie, de la géographie et de la géologie par l'entremise du magazine The Harmsworth Self-Educator.
Lorsque la Première Guerre mondiale éclate, Brown est déclaré inapte au service militaire, mais il s'engage comme volontaire dans le Royal Army Medical Corps. Après la fin du conflit, il se marie le 27 juin 1923 avec Dorothy May Oldfield (1897-1983), la fille d'un charpentier de Wramplingham, dans le Norfolk. Ils s'installent à Church Farm et participent aux travaux de la ferme. Après la mort des parents de Basil, ce dernier reprend la ferme, mais il n'en tire pas suffisamment de revenus pour vivre et les Brown partent vivre dans une maison à louer à Rickinghall en 1935.

### De l'astronomie à l'archéologie
En 1918, Basil Brown devient membre de la British Astronomical Association, la principale association d'astronomes amateurs du Royaume-Uni. Il rejoint les sections d'observation consacrées aux aurores polaires, aux météores et aux lumières zodiacales, et publie plusieurs articles dans le magazine The English Mechanic and World of Science. En 1932, il publie une History of Astronomical Atlases, Maps and Charts, sur laquelle il travaillait depuis quatre ans.
Sa passion pour l'astronomie conduit Brown à s'intéresser aux alignements de sites archéologiques. En utilisant les techniques de l'astronomie, il parvient à retrouver les traces de bâtiments antiques et médiévaux. En 1935, un fourneau romain qu'il a découvert à Wattisfield est transporté au musée d'Ipswich. C'est à cette occasion que Brown fait la connaissance de Guy Maynard, le conservateur de ce musée. Par son entremise, Brown commence à travailler pour le musée comme contractuel sur des chantiers de fouilles à Stuston et à Stanton Chair. Il découvre sur le second les ruines d'une importante villa romaine.

### Sutton Hoo

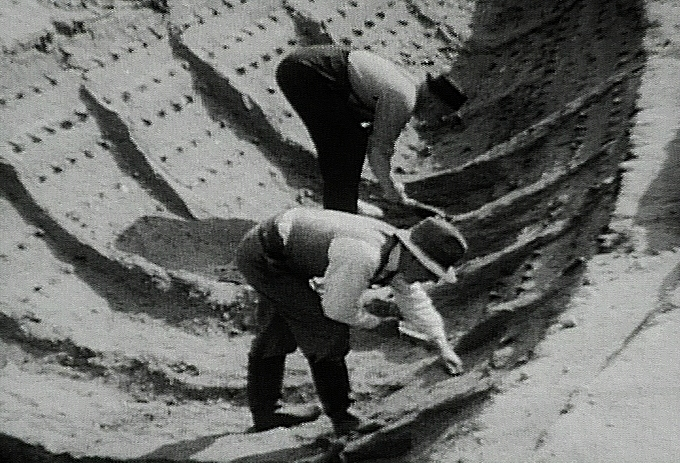
Basil Brown à Sutton Hoo.

Laissant de côté les fouilles à Stanton Chair, Basil Brown arrive sur le site de Sutton Hoo en juin 1938. Sa propriétaire, Edith Pretty, souhaite que des recherches soient effectuées sur les tumulus qui se trouvent sur ses terres. Durant sa première saison à Sutton Hoo, de juin à août, Brown procède à l'excavation de trois tumulus (numérotés 2, 3 et 4 par la suite). Il découvre des traces de crémations sous les tumulus 3 et 4 et identifie, par comparaison avec le site de Snape, la présence d'un bateau-tombe sous le tumulus 2. Bien qu'elles aient été toutes les trois pillées à une date antérieure, ces trois sépultures offrent quelques objets et fragments intéressants. Brown les identifie correctement comme des tombes de la période anglo-saxonne.
Brown revient à Sutton Hoo en mai 1939 pour se pencher sur le plus élevé des tumulus, numéroté 1 par la suite. Comme sous le tumulus 2, il découvre des rivets de fer qui trahissent la présence d'un autre bateau-tombe, mais la chambre funéraire de celui-ci est inviolée, contrairement à l'autre. Il n'a pas l'honneur de procéder à son ouverture, étant supplanté par l'archéologue professionnel de Cambridge Charles Phillips qui prend la direction du chantier au mois de juillet. Brown continue à travailler à Sutton Hoo jusqu'au début du mois de septembre 1939, ne quittant le site qu'après avoir pris soin de recouvrir le site du bateau-tombe de toile de jute et de fougères pour le protéger.
Le film de 2021 The Dig, adapté du roman éponyme de John Preston, offre une version romancée des événements de Sutton Hoo. Basil Brown y est interprété par Ralph Fiennes.

### Après Sutton Hoo

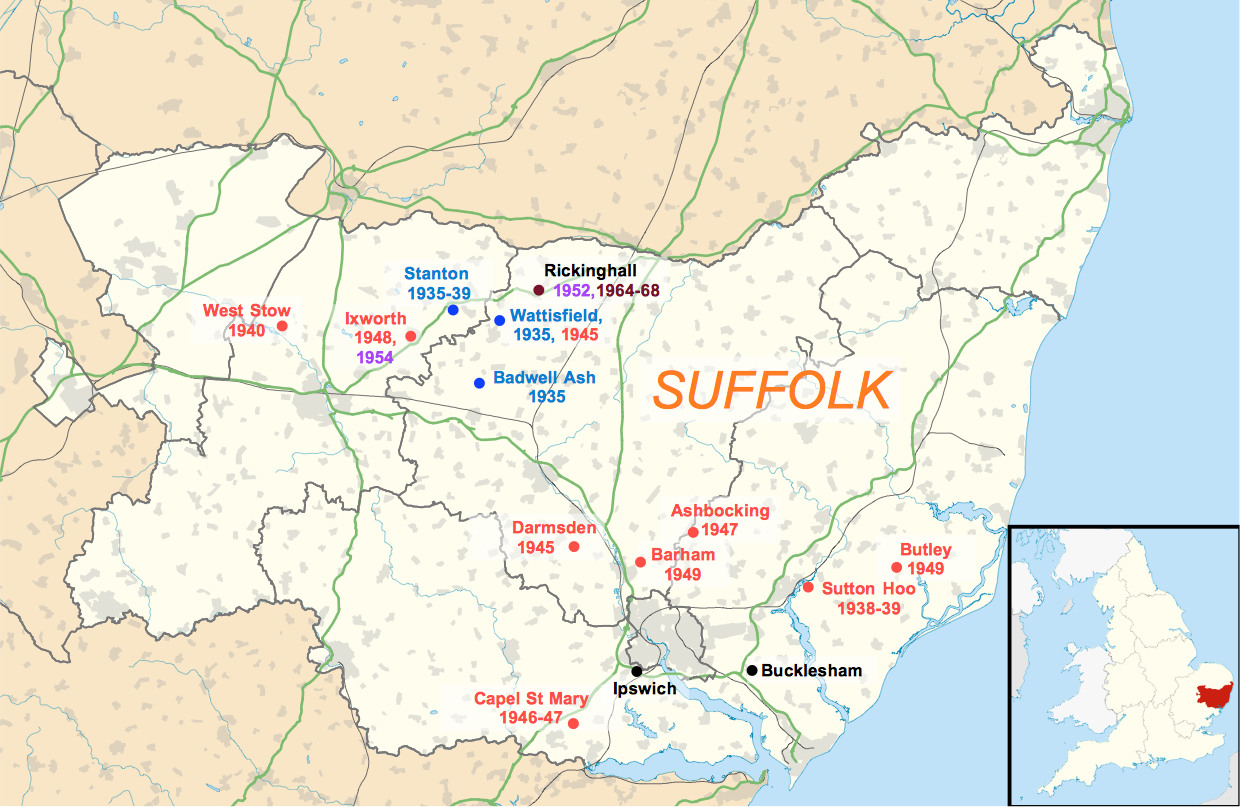
Carte des chantiers de fouilles auxquels participe Basil Brown dans le Suffolk de 1938 à 1965.

Durant la Seconde Guerre mondiale, Brown est enrôlé au Navy, Army and Air Force Institutes (en) de Bury St Edmunds, puis au Royal Observer Corps (en), toujours à Bury. Même pendant le conflit, il trouve le temps de participer à des campagnes de fouilles. Après la fin de la guerre, il est employé de manière presque permanente par le musée d'Ipswich jusqu'à sa retraite, en 1961, et mène des fouilles sur de nombreux sites romains et médiévaux du Suffolk. Même après sa retraite, il continue à participer à des chantiers archéologiques jusqu'à ce que des problèmes de santé le contraignent à arrêter en 1965. Grâce aux efforts de Rupert Bruce-Mitford, son successeur à Sutton Hoo, il bénéficie d'une pension de la liste civile à partir de 1966.
Basil Brown meurt chez lui le 12 mars 1977, à l'âge de quatre-vingt-neuf ans. Son corps est incinéré à Ipswich cinq jours plus tard.